# Rot-Weiss Wacker Bismarck
Rot-Weis Wacker Bismarck is een Duitse voetbalclub uit Gelsenkirchen, meer bepaald in het stadsdeel Bismarck.

## Geschiedenis
De club werd in 1925 opgericht als DJK Schwarz-Weiß Bismarck. De club werd in 1934 verboden door de Nationaalsocialistische Duitse Arbeiderspartij, zoals alle katholieke clubs in Duitsland. Na de Tweede Wereldoorlog wird de club heropgericht onder de naam "DJK Rot-Weiß Bismarck". In 1948 werd een nieuw terrein in gebruik genomen.
In 1970 fuseerde de club met Wacker Bismark en nam de nieuwe naam "DJK Rot-Weiß-Wacker Bismarck" aan. De jeugdwerking van de club deed het goed en er werden vele titels behaald. Matthias Herget, die later nog in de Bundesliga zou spelen, begon zijn carrière bij de club.